# Станіслав Лянцкоронський (подільський воєвода)
Станісла́в Лянцкоро́нський гербу Задора (пол. Stanisław Lanckoroński; бл.1585 — 1617) — польський шляхтич, військовик та урядник Корони Польської у Речі Посполитій. Двоюрідний стрийко гетьмана Станіслава Лянцкоронського.

## Життєпис
Син підкоморія подільського Миколая Лянцкоронського (пом. 1597, син Героніма, відомий вояк, дідич Бжезя, власник Балина та Новосілки приблизно з 1578) та його дружини Анни з Ходороставу Журавінської. Мав сестру Зофію — дружину сяніцького стольника Миколая Чурила. Батько від імені дітей у 1589 році продав село Суходіл та інші маєтності Жолкевському.
Уряди (посади): галицький каштелян з 1613 р., подільський воєвода з 1614 р., плоскирівський староста.
1597 року отримав Лехнівці (інша назва Давидківці), Лосяч та інші урочища з прилеглостями у Кам'янецькому повіті. Близько 1615 року був власником містечка Старі Петликівці. 1616 року купив міста Підгайці та Бучач з прилеглостями, також Віньківці, Забірче, Пилипківці та п'ять сіл на Поділлі від Ліховських.
Був одружений (недовго) із відомою авантюристкою Зофією Ґольською (Замєховською), через що брав активну участь у вирішенні суперечки між нею та Іваном-Юрієм Радзивіллом стосовно Бучача. Зофія Ґольська подала позов до Коронного трибуналу з приводу нападу на замок у Бучачі І.-Ю. Радзивілла, вимагала повернути їй 600 000 гривень. Станіслав Лянцкоронський, використовуючи зв'язки серед депутатів Коронного трибуналу, добився кари інфамії та баніції для І.-Ю. Радзивілла.
Помер бездітним у 32 роки, у львівській латинській катедрі був його надгробок.